# Ceutorhynchus angulosus
Ceutorhynchus angulosus är en skalbaggsart som beskrevs av Karl Henrik Boheman 1845. Ceutorhynchus angulosus ingår i släktet Ceutorhynchus, och familjen vivlar. Arten är reproducerande i Sverige.